# Europastraße 262
Die Europastraße 262 (kurz: E 262) ist eine Süd-Nord-Straßenverbindung, die von Litauen über Lettland nach Russland führt.
Die E 262 (auf der Karte hellgrün) beginnt in der litauischen Stadt Kaunas. Sie verläuft in nordöstlicher Richtung zuerst auf der Magistralinis kelias A6, die hier von der  E 85 abzweigt. Bei Ukmergė kreuzt sie die E 272. Die lettisch-litauische Grenze wird bei Zarasai (Litauen) und Medumi (Lettland)  passiert. In Lettland wird sie nacheinander als Autoceļš A13, A14, A15 und A16 bezeichnet. Die E 262 erreicht Dünaburg und kreuzt bei Rēzekne die Europastraße 22. Die lettisch-russische Grenze wird hinter Kārsava bei der Grenzstelle Grebņova passiert. In der Oblast Pskow in Russland ist die Bezeichnung von Pytalowo bis Ostrow regionale Fernstraße 58K-306 (ehemals A116). Dort wird sie als E 95 (zugleich föderale Fernstraße R23, ehemals M20) weitergeführt.